# نبرد حره
خطای لوآ در پودمان:Location_map در خط 106: attempt to index local 'coord' (a nil value).نبرد حره یا ماجرای حَرّه اشاره به نبردی میان سپاه شامی یزید بن معاویه،که خود را خلیفه مسلمانان می خواند، به رهبری مسلم بن عقبه، و بزرگان مدینه از انصار و مهاجرین دارد. این نبرد در روز ۲۶ اوت سال ۶۸۳ میلادی (۶۳ هجری) روی داد.
بزرگان مدینه به دلیل مخالفت با جانشینی ارثی یزید به جای پدرش (که تا آن زمان در تاریخ اسلام بی سابقه بود)، سبک زندگی ناشایست خلیفه و تحمل فشارهای بسیار زیر سایه‌ی سیاست‌های اقتصادی بنی‌امیه، اعلام طغیان کرده و امویان ساکن مدینه را محصور کردند. آنان سپس برای دفاع از شهر، خندقی دور مدینه حفر کردند. یزید نیروهای خود را به سمت مدینه فرستاد و آنان به همراه نیروهای اموی که از حصر آزاد شده بودند، در شمال شرقی مدینه با انصار و مهاجرین روبرو شدند. با وجود برتری اولیه اهل مدینه در جنگ، به دلیل خیانت یکی از گروه‌ها، سواره نظام سوری به رهبری مروان بن حکم توانست از عقب به ارتش آن‌ها حمله کند و انصار و مهاجرین در این جنگ شکست خوردند.
پس از جنگ ، مدینه به مدت سه روز غارت شد، هرچند گزارش‌ها از این غارت بسیار متفاوت هستند. ابن‌کثیر در کتاب البدایه و النهایه می‌گوید یزید به مسلم بن عقبه دستور داد "سه شبانه روز، مردم را به اطاعت فراخوان، اگر نپذیرفتند با آنان بجنگ و اگر بر مردم مدینه چیره شدی، مردم آن شهر سه شبانه روز برای شامیان حلال باشند". شهر به سرعت و برای سه شبانه روز بر سپاه شام حلال شد. پس از این مدت، مسلم در جایی نشست و از نجات یافتگان به شرط این که جزئی از غنائم و بندگان یزید باشند، بیعت خواست. مردم بیعت کردند و هرکس خودداری کرد، کشته شد.
پس از سرکوب قیام مدینه، نیروهای یزید به سمت مکه به راه افتادند تا قیام عبدالله بن زبیر را سرکوب کنند.
علی بن حسین، چهارمین امام شیعیان، با این قیام همراهی نکرد.